# Oyaji no Kokoro ni Tomotta Chiisana Hi
Singles de Mai Satoda & Fujioka Fujimaki
Zoku Oyaji no Kokoro ni Tomotta Chiisana Hi
(2010)
 Oyaji no Kokoro ni Tomotta Chiisana Hi  (オヤジの心に灯った小さな火) est un single de Mai Satoda et de Fujioka Fujimaki.

## Présentation
Le single est une collaboration ponctuelle entre la chanteuse Mai Satoda, ex-membre du groupe Country Musume et alors membre du Hello! Project, et le duo masculin Fujioka Fujimaki.
Il sort au Japon le 23 mai 2007 sous le label zetima.  
La chanson-titre, sous-titrée "Duet Version" pour le single, est une nouvelle version ré-enregistrée avec Satoda d'une chanson homonyme figurant sur l'album Fujioka Fujimaki III sorti par le duo le mois précédent. La version du single figurera sur la compilation de fin d'année du Hello! Project Petit Best 8, bien que Fujioka Fujimaki ne fasse pas partie du H!P. Son clip vidéo figurera sur la version DVD du Petit Best 8. 
Une suite au single sortira trois ans plus tard sous le titre similaire Zoku Oyaji no Kokoro ni Tomotta Chiisana Hi, avec une pochette identique mais couverte de graffitis, reprenant la version "Duet Version" accompagnées de deux nouvelles chansons qui en sont la suite narrative.

## Liste des titres
| 1. | Oyaji no Kokoro ni Tomotta Chiisana Hi ~Duet Version~ (オヤジの心に灯った小さな火 ~デュエットバージョン~)                   |  |
| 2. | Oji Sama 'tte Daisuki (オジサマって大好き♪)                                                                                 |  |
| 3. | Oyaji no Kokoro ni Tomotta Chiisana Hi ~Duet Version~ (Instrumental) (オヤジの心に灯った小さな火 ~デュエットバージョン~...) |  |
| 4. | Oji Sama 'tte Daisuki (Instrumental) (オジサマって大好き♪...)                                                               |  |